# Lauburu

Jeder Arm eines Lauburu kann mit drei Zirkelschlägen gezeichnet werden.

Das Lauburu, auch Baskisches Kreuz und Baskenkreuz genannt, besteht aus vier Armen, die wie ein Komma geformt und mit dem japanischen Tomoe vergleichbar sind. Diese Kreuzform trifft man heutzutage relativ häufig an.

## Konstruktion
Ein Lauburu lässt sich mit Hilfe eines Zirkels und eines Lineals relativ einfach herstellen. Man beginnt mit einem Quadrat. Von der Mitte der Seiten zum Quadratmittelpunkt wird dann ein Halbkreis gezogen. Der andere im Radius um die Hälfte reduzierte Halbkreis geht ebenfalls vom Quadratmittelpunkt aus. Als letzter Schritt werden die beiden Halbbogenenden mit einem weiteren Halbkreis verbunden.

## Herkunft des Wortes
Der baskische Ausdruck lau buru bedeutet „vier Köpfe“, „vier Enden“ oder „vier Gipfel“. Die Herkunft des Wortes ist nicht eindeutig geklärt.
Es wird auch behauptet, dass das Wort aus der Volksetymologie stammt und mit dem lateinischen labarum in Verbindung gebracht worden sei. Das lateinische Wort könnte dann von einem anderen, ursprünglich keltischen Symbol, dem sogenannten lábaro, abgeleitet worden sein. Der spanische Historiker Fidel Fita glaubte jedoch umgekehrt, dass das lateinische labarum, das in der Zeit von Augustus auftauchte, aus dem Baskischen adaptiert wurde.

## Bedeutung

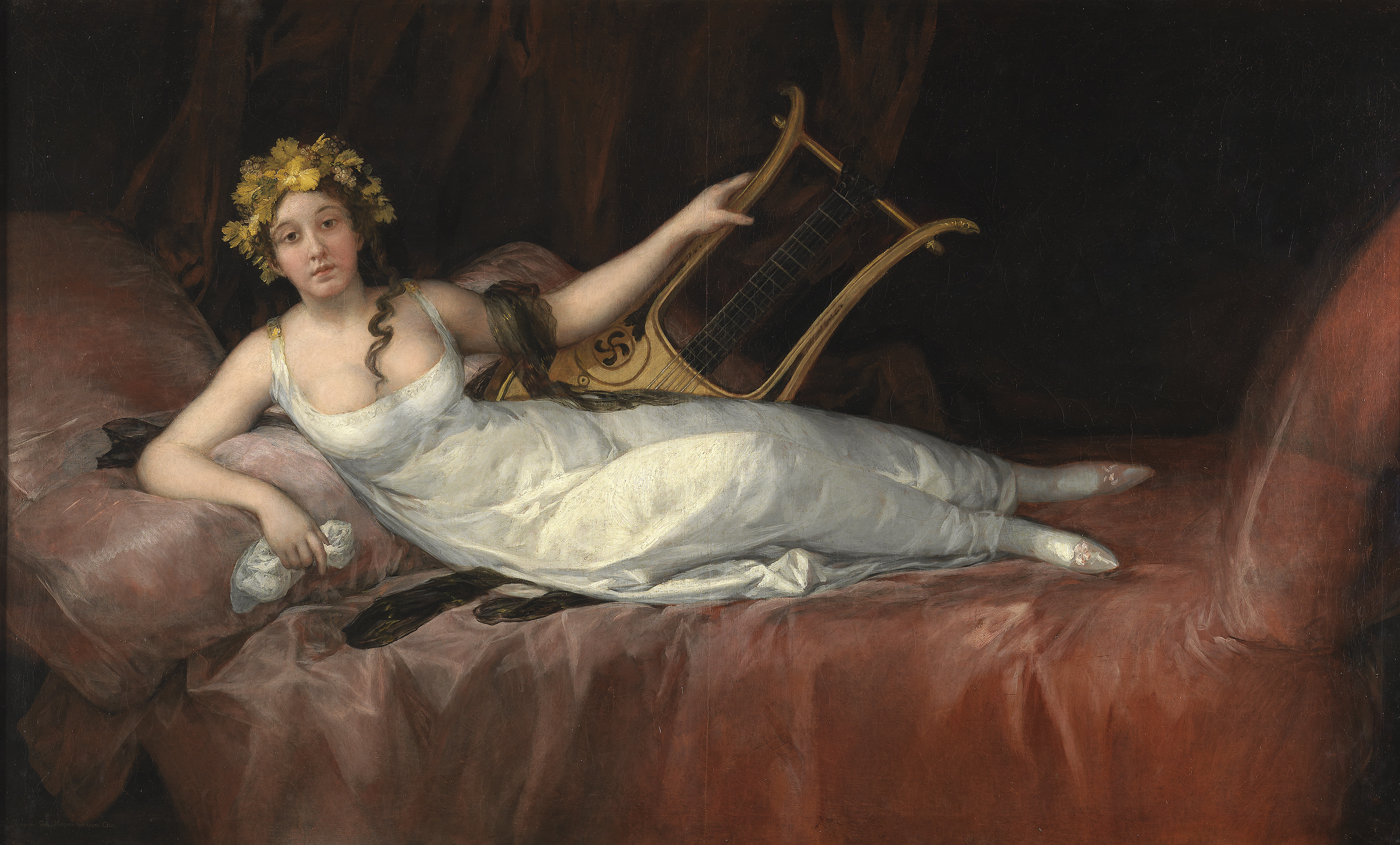
Die Lyra der Marquesa de Santa Cruz (gemalt von Francisco de Goya um 1805) enthält ein Lauburudekor.

Historiker und andere Forscher streiten sich um die allegorische Bedeutung des alten Symbols Lauburu. In einigen Fällen wird behauptet, dass es für Laurak Bat, d. h. die „vier Köpfe“ bzw. die „vier Regionen“ des Baskenlandes (Álava, Vizcaya, Guipúzcoa, Navarra) steht. Aber es erscheint in keinem der sieben Wappen der Regionen, die das Baskenland bilden, dazu gehören Navarra, Guipúzcoa, Vizcaya, Álava, Labourd, Soule und Niedernavarra. Der baskische Intellektuelle Imanol Mújica hat behauptet, dass die Köpfe den Geist, das Leben, das Bewusstsein und die Form symbolisieren.
Sabino Arana hat das Lauburu als ein Sonnensymbol interpretiert, um so seine Theorie eines baskischen Sonnenkults zu untermauern (publiziert in Euzkadi). Diese Theorie basiert aber wohl auf einer falschen Herleitung des Begriffs.
Das Symbol soll in seiner positiven Form (nach rechts gewandt) das Leben versinnbildlichen und in seiner negativen Form (nach links gewandt) den Tod. Daher findet man auf baskischen Grabsteinen oft das nach links gewandte Lauburu. Es wird aber auch heute noch verschiedentlich diskutiert, welche Richtung für Kreation steht, d. h. für Leben und Wohlstand, und welche für Destruktion, d. h. Tod und Unglück.
Eine andere Interpretation des Lauburus ist, dass die runden Köpfe durch die Rotation des Kreuzes entstehen und so die energetischen Elemente und das energetische Universum repräsentieren.
Im Allgemeinen wird das Lauburu als ein Symbol für Wohlstand verwendet.

## Verbreitung und Geschichte

Wappen Kreis Herford (1938–1946)

Das Symbol wurde auf alten Stelen gefunden. In der darauffolgenden Zeit, das heißt nach der Zeit der Antoninen bis in die Moderne, konnten durch M. Camille Julián keine Art der Swastika, weder in gerundeter noch in gerader Form, im Baskenland nachgewiesen werden. Swastikas mit geraden Linien wurden dort nicht vor dem 19. Jahrhundert verwendet.
In der Paracelsus zugeschriebenen Archidoxis magica erscheint ein Symbol, das dem Lauburu sehr ähnlich ist, das wohl zu dem Zweck gemalt wurde, um Tiere zu heilen. M. Colas hält eine Beziehung zwischen der Swastika und dem Lauburu für unwahrscheinlich. Er sieht den Ursprung bei Paracelsus und glaubt, dass das Symbol die Grabstätten von Tier- und Seelenheilern (Priester) zierte.
Nach derzeitigem Kenntnisstand entstanden die ersten baskischen Blattkreuze frühestens im 15. Jahrhundert, also zur Zeit der Spätgotik, die mit ihrer Fischblasenornamentik ganz ähnliche Muster hervorbrachte.
Zum Ende des 16. Jahrhunderts taucht die runde Swastika im Baskenland häufig als dekoratives Element auf; so findet man das Symbol zum Beispiel auf Holztruhen oder Gräbern, vielleicht als eine andere Form des Grabkreuzes. Heute findet sich das Lauburu auch in Todesanzeigen baskischer Nationalisten anstelle des christlichen Kreuzes. Viele baskische Häuser tragen das Lauburu über dem Eingang; sie sehen es als einen Glücksbringer oder Talisman.
Die Verwendung des Lauburu als Symbol für die baskische Kultur wurde wie andere kulturelle Bereiche unter Francisco Franco unterdrückt. Die 1930 gegründete linksnationalistische baskische Partei ANV (Acción Nacionalista Vasca, baskisch EAE, Eusko Abertzale Ekintza) verwendet das Lauburu in ihrem Parteisymbol.